# شهرستان ولیکا بیلوزرکا
شهرستان ولیکا بیلوزرکا (به لاتین: Velyka Bilozerka Raion) یک سکونتگاه مسکونی در اوکراین است که در استان زاپروژیا واقع شده‌است.